# Nils Stjernquist
Nils Nilsson Stjernquist, född 29 augusti 1917 i Lund, död 3 september 2000 i Lund, var en svensk statsvetare, professor och universitetsrektor.

## Biografi
Nils Stjernquist var son till professorn Martin P:son Nilsson och Hanna Stjernquist samt bror till professorn Per Stjernquist.
Nils Stjernquist blev politices magister i Lund 1939, filosofie licentiat 1942 samt filosofie doktor och docent 1947. Han blev amanuens vid Lunds universitetsbibliotek 1942 och var professor i statskunskap i Lund 1951–1983. Han var rektor för Lunds universitet 1980–1983. Stjernquist ledde också ett stort antal utredningar och hade olika förtroendeuppdrag. Han gav även ut böcker och skrev artiklar om statsvetenskap. Han var inspektor för Kristianstads nation, Lund. I samband med att Nils Stjernquist slutade som rektor vid universitet initierade Anders Zackrés, informationschef vid AB Draco i Lund tillsammans med ledande företrädare för Lunds kommun med flera, landstinget och näringslivet en insamling som lade grunden till Professor Nils Stjernquists stipendiefond vid Lunds Universitet med inriktning på samhälle och humaniora.
Nils Stjernquist var från 1950 gift med journalisten Brita Sjövall (1922–1988), dotter till lektor Harald Sjövall och Anna Carlson. De är begravda på Norra kyrkogården i Lund. De blev föräldrar till Martin Stjernquist (född 1952) och Anna Stjernquist-Desatnik (1954–2016).